# レーブルク＝ロックム
レーブルク＝ロックム (ドイツ語: Rehburg-Loccum) は、ドイツ連邦共和国ニーダーザクセン州のニーンブルク/ヴェーザー郡に属す市である。同郡南東部に位置し、郡内で2番目に人口の多い都市である。

## 地理

### 位置
レーブルク＝ロックムは、シュタインフーデ湖に市境を接し、市内にはレーブルク丘陵が連なる。シュタインフーデ湖の流出路であるシュタインフーダー・メーアバッハが市内を東西に流れている。シュタインフーダー・メーア自然公園はレーブルク＝ロックム市内の一部を包含する。

### 隣接する市町村
- ヴンストルフ（ハノーファー広域連合）
- ノイシュタット・アム・リューベンベルゲ（ハノーファー広域連合）
- ペータースハーゲン（ノルトライン＝ヴェストファーレン州ミンデン＝リュベッケ郡）
- ザムトゲマインデ・ランデスベルゲン（ニーンブルク/ヴェーザー郡）
- ザムトゲマインデ・ニーデルンヴェーレン（シャウムブルク郡）
- ザムトゲマインデ・ザクセンハーゲン（シャウムブルク郡）

### 市の構成
レーブルク＝ロックム市は1974年に以下の5つの集落が合併して成立した。
- バート・レーブルク
- ロックム
- ミュンヘハーゲン
- レーブルク
- ヴィンツラー

## 歴史
レーブルク＝ロックムは1974年のニーダーザクセン州の市町村再編に基づき、それまで独立した自治体であったレーブルク市、フレッケン（古くから市場開催権など一定の自治権を有した町村）のロックム、ハノーファー王国国営の温泉保養地だったバート・レーブルク、それに町村のミュンヘハーゲンとヴィンツラーが合併して成立した。レーブルク市の権利継承都市であるレーブルク＝ロックムは、カレンベルク＝グルーベンハーゲンシャフト・ラントシャフト（旧領主を同じくする市町村同盟）の一員である。

## 行政

### 議会
この街の市議会は27議席からなる。

### 紋章
3つの塔を持つ開いた城門の中にノロジカが描かれ、下端に3つの花が配されている。ノロジカと城はレーブルクの名前（Rehburg、Reh = ノロジカ、Burg = 城）を示しており、レーブルクおよびバート・レーブルクの紋章から採られた。3つの花はロックムの紋章から採られたもので、おそらく湿地に咲くバラによってロックム修道院を示唆したものである。

### 姉妹自治体
- ニーダーシェーナ（ドイツ、ザクセン州ミッテルザクセン郡ハルスブリュッケ内の地区）1990年

元々は東西ドイツ統一の4年前に結ばれた両者の教会組織の交流協定から、現在の公式な姉妹協定に発展した。

## 文化と見所

### 音楽
レーブルク、ミュンヘハーゲン、ロックムにはそれぞれ楽隊があり、この都市の知名度に寄与している。2007年ドイツ音楽チャンピオン大会で第3位を獲得したのであるレーブルク消防音楽隊も成功を収めている。さらにロックム消防団ブラスオーケストラは市外でも有名になり成功している。

### 見所

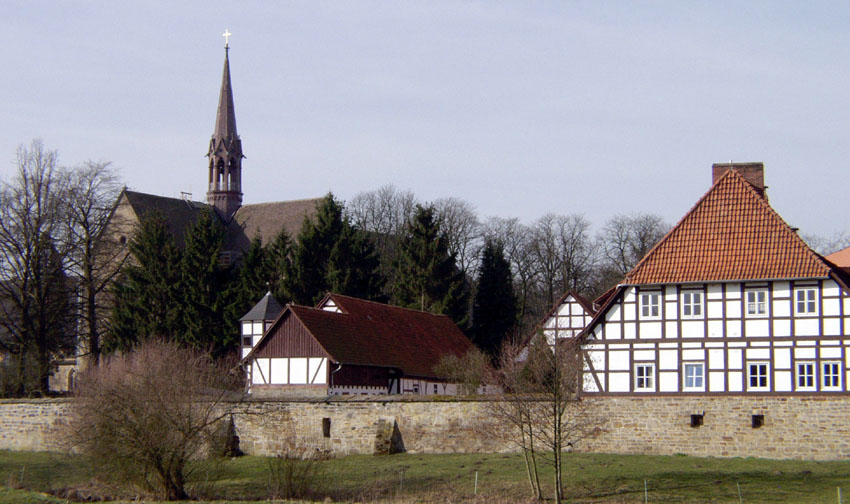
ロックム修道院

#### バート・レーブルク
- 旧温泉施設内に、湯治場の発展を展示する博物館が設けられている。ここでは文化イベントが開催されている。
- フリーデリーケ礼拝堂は19世紀に建てられた簡素な礼拝堂である。
- レーブルク山のヴィルヘルム塔はバート・レーブルク文化財保護協会が管理しているが、行政上はヴェルピングハウゼンに属す。

#### ロックム
- ロックム修道院はこの街で最も有名な施設で、今でも文化的刺激の発信地である。
- 修道院の森にはモッテ形式の城山が遺るルッカブルクをはじめ、いくつかの見所がある。

#### ミュンヘハーゲン
- ミュンヘハーゲン屋外恐竜博物館（ディノパーク）が有名である。

#### レーブルク
- 市は1984年に市役所レストランの建物内に文化センターを設けた。ここには市立図書館の他に、文化イベントが開催される市民ホールや青少年センターがある。
- 郷土博物館ではレーブルク市の歴史について展示紹介している。

#### ヴィンツラー
- ヴィンツラー近郊のシュヴィンメンデン・メーアブルフスヴィーゼンには多くの種類の鳥や植物が棲息している。
- シュタインフーダー・メーア環境保護ステーション (ÖSSM) も訪れる価値がある。

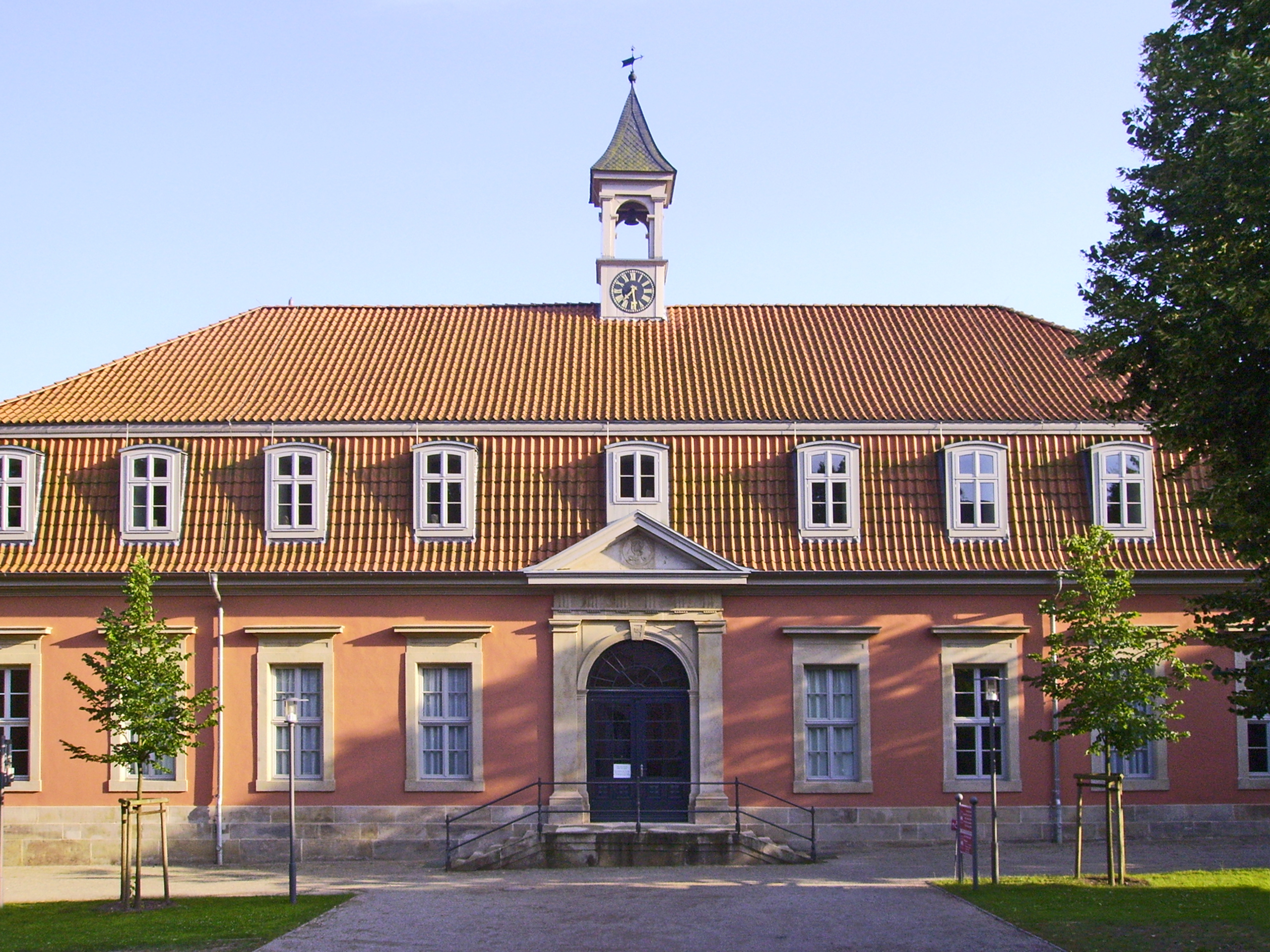
バート・レーブルクの歴史的温泉施設
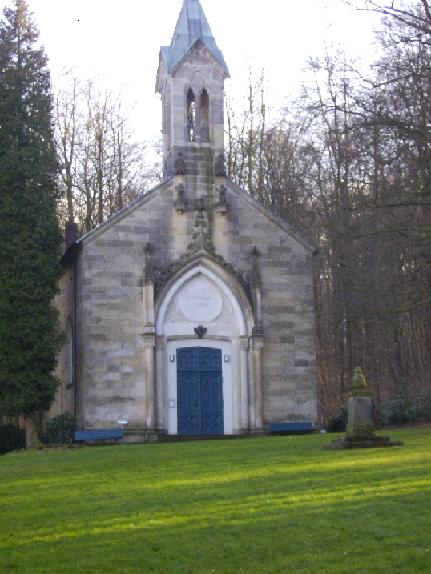
フリーデリーケ礼拝堂
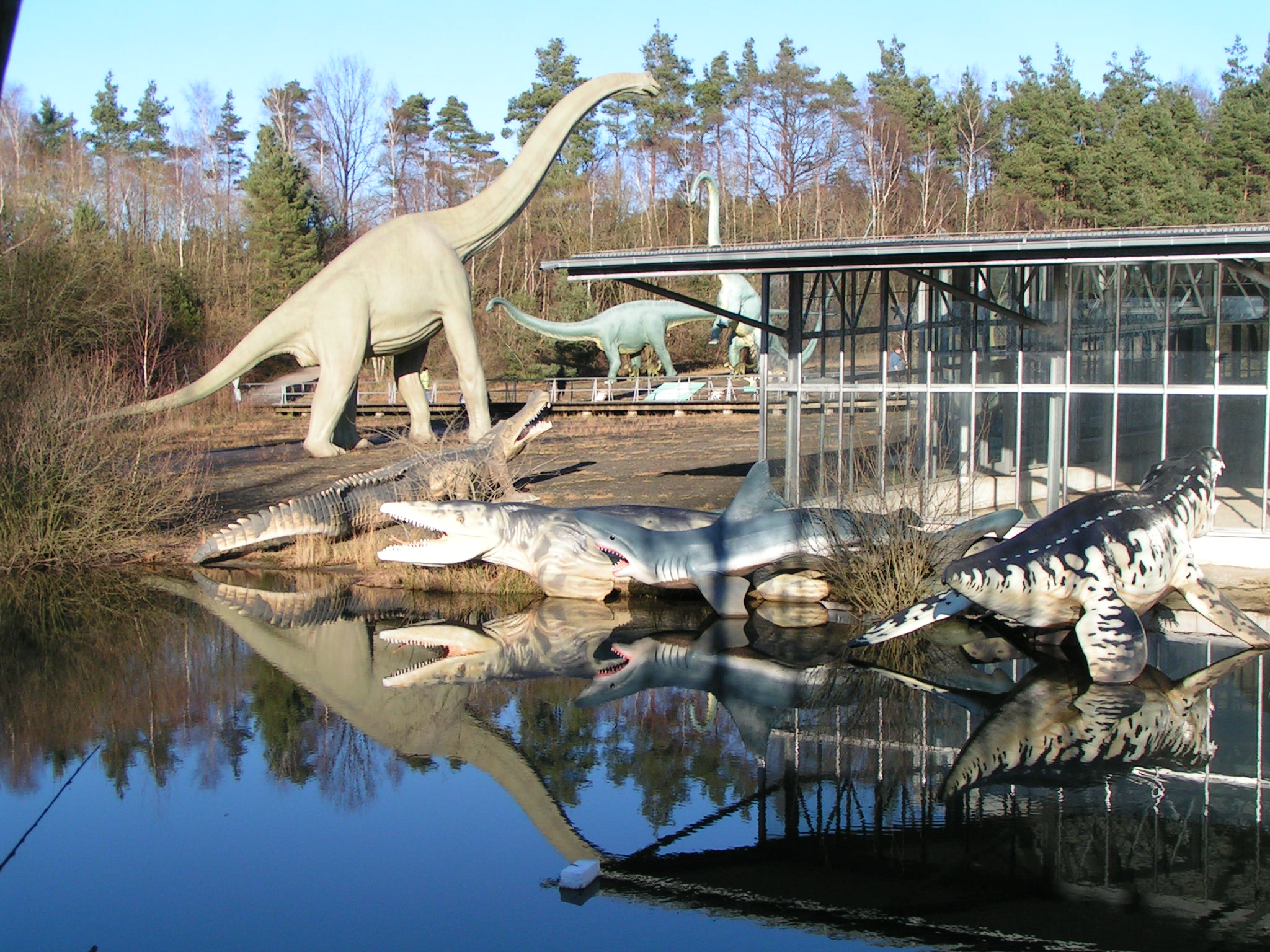
ミュンヘハーゲン屋外恐竜博物館

### スポーツと余暇
レーブルク＝ロックムは、レーブルクとロックムにそれぞれテニスコート、ミュンヘハーゲンに屋外プール、レーブルクに屋内プールを有している。レーブルクには3面、ミュンヘハーゲンをロックムにはそれぞれ2面のスポーツグラウンドがある。ロックムには18ホールのゴルフ場もある。この街を取り巻く環境は、散策（レーブルク丘陵）、サーフィンやヨット（シュタインフーデ湖）やサイクリングツアー（シュタインフーデ湖やヴェーザー川の畔）などに適している。市立図書館がレーブルクに、教会図書館がロックムにある。

## 経済と社会資本

### 失業者
2006年の統計では、レーブルク＝ロックムの失業者数は423人であった。これは就業人口の8.3%にあたる数値であった。この値はニーダーザクセン州の平均値よりは低い値であった。

### 交通

#### 道路
レーブルク＝ロックムはハノーファーから北西約40kmに位置しており、市の北数kmを走るアウトバーンA2号線とA6号線、および連邦道B441号線とB482号線を経由してこの街に至る。B441号線は、ロックム、ミュンヘハーゲン、バート・レーブルクを経由して直接ハノーファーまで通じている。最寄りのアウトバーンのインターチェンジはA2号線のヴンストルフとポルタ・ヴェストファーリカにある。両インターチェンジはいずれもレーブルクから車で約30分の距離にある。

#### 航空
レーブルク＝ロックムは、ハノーファー空港のアクセス地域にある。

#### 公共交通
市内では市バスが1時間ごとに各地区との間で運行されている。

#### 鉄道
最寄り駅はレーゼ＝シュトルツェナウ、ニーンブルク/ヴェーザー、ヴンストルフである。かつては市内をシュタットハーゲン - シュトルツェナウ線およびシュタインフーダー・メーア鉄道が走っていたが、廃止された。

### 教育
レーブルクとミュンヘハウゼンにはそれぞれ基礎課程学校がある。上級の本課程・実科学校はロックムにある。レーブルクには学習困難児のための特殊学校がある。ロックム福音派アカデミーでは神学、法学、国際政治学、環境政治学、教育・養育政治学、文化経済政治学や社会政治学といった政治学全領域のワークショップやセミナーが年間60日以上開催されている。RPI（ロックム宗教教育研究所）は教師や教会関係者の研究・継続教育機関である。

## 人物

### 出身者
- ギュンター・ヘルマン（1960年 - ）サッカー選手。ヴェルダー・ブレーメン(1982 - 1992)、SGヴァッテンシャイト(1992 - 1993)、ハノーファー96(1994 - 1996) でプレイし、ドイツ代表 (1988 - 1990)にも選出された。